# Г17 плус
Г17 плус је бивша либерал-конзервативна политичка странка (раније је била невладина организација) у Србији. Основана је децембра 2002. године. Први председник странке био је Мирољуб Лабус, а након његовог повлачења из политике за председника странке био је изабран Млађан Динкић. Странка се трансформисала уједињењем странка и покрета у коалицију Уједињени региони Србије који су од 2013. су постали политичка странка, чиме је Г17 плус као организација престао да постоји.

## Учешће уПрвој влади Војислава Коштунице(2004)
Странка је на ванредним изборима за Скупштину Србије, 28. децембра 2003. добила 34 посланичка места. Након двомесечних преговора о формирању нове српске Владе, ушла је у Владу (3. март 2004) заједно са ДСС и СПО-НС, уз мањинску подршку СПС-а. Шеф посланичке групе у републичком парламенту је био Милољуб Албијанић
У тој Влади је имала министарство финансија на чијем челу је био Млађан Динкић. После оставке вицепремијера, Лабуса, на његово место је дошла дотадашња министарка пољопривреде, водопривреде и шумарства, Ивана Дулић-Марковић, која је 9. септембра изабрана за потпредседницу странке. На њено место министра пољопривреде, водопривреде и шумарства, дошао је Горан Живков, такође члан ове партије. Такође је држала и министарство здравља на чијем је челу др Томица Милосављевић, који је остао потпредседник странке и након Изборне скупштине.
Радован Јелашић, функционер странке, налазио се на месту гувернера Народне банке Србије.
Првог октобра 2006. Г17 ПЛУС је дала оставке на сва министарска места. Оставке су у Скупштини усвојене 9. новембра, што је довело до нових избора 21. јануара 2007.

## Учешће уДругој влади Војислава Коштунице(2007)
Г17 плус је у Влади од 15. маја 2007. године (Демократска странка Србије, Демократска странка, Г17 плус и Нова Србија ) имала министарство економије и регионалног развоја (Млађан Динкић), министарство здравља (Томица Милосављевић), министарство за омладину и спорт (Снежана Самарџић-Марковић) и министарство науке (Ана Пешикан).

## Учешће уВлади Мирка Цветковића(2008)
Након избора 11. маја 2008. године, на којима је учествовала као део коалиција За европску Србију (ЗЕС), Г17 ПЛУС освојила је 24 посланичких места у републичкој скупштини. Шеф посланичке групе је Сузана Грубјешић.
Г17 плус је у Влади од 7. јула 2008. године поред ресора које је имала и у претходној влади — министарство економије и регионалног развоја (Млађан Динкић, који је овај пут био и потпредседник Владе), министарство здравља (Томица Милосављевић), министарство за омладину и спорт (Снежана Самарџић-Марковић), добила и министарство културе (Небојша Брадић), министарство за телекомуникације и информатичко друштво Јасна Матић) и министарство за Национални инвестициони план (Верица Калановић), док је ресор науке препуштен коалиционим партнерима (ДС).
Почетком 2011. године дошло је до неочекиваних промена у влади. Убрзо након што је у крајем јануара дугогодишњи министар здравља Томица Милосављевић поднео оставку (из личних разлога), уследило је и разрешење/оставка министра економије и регионалног развоја и потпредседника Владе Млађана Динкића а с њим се солидарисала и министарка за Национални инвестициони план Верица Калановић, која је (такође) поднела оставку.
Радован Јелашић је до 2010. био на месту гувернера Народне банке Србије.

## Учешће уВлади Ивице Дачића(2012)
Г17 плус је учествовао у Влади Ивице Дачића, чији је потпредседник био Александар Вучић, све до реконструкције Владе 2013. године. На изборе странка је изашла у оквиру коалиције Уједињени региони Србије. Странка је у овој влади имала потпредседника за европске интеграције (Сузана Грубјешић) и два министарска ресора — министарство финансија и привреде (Млађан Динкић) и министарство регионалног развоја и локалне самоуправе (Верица Калановић).

## Резултати на парламентарним и председничким изборима
| Избори | Коалиција                | # гласова | % од важећих | # посланика | Влада                       | Лидер         |
| ------ | ------------------------ | --------- | ------------ | ----------- | --------------------------- | ------------- |
| 2000   | ДОС                      | 2.404.758 | 64,09%       | 0 / 250     | владајући                   | Мирољуб Лабус |
| 2003   | са СДП                   | 438.422   | 11,46%       | 31 / 250    | владајући (до октобра 2006) | Мирољуб Лабус |
| 2003   | са СДП                   | 438.422   | 11,46%       | 31 / 250    | опозиција (од октобра 2006) | Млађан Динкић |
| 2007   |                          | 275.041   | 6,82%        | 19 / 250    | владајући                   | Млађан Динкић |
| 2008   | За европску Србију       | 1.590.200 | 38,42%       | 24 / 250    | владајући                   | Млађан Динкић |
| 2012   | Уједињени региони Србије | 215.666   | 5,51%        | 10 / 250    | владајући (до августа 2013) | Млађан Динкић |
| 2012   | Уједињени региони Србије | 215.666   | 5,51%        | 10 / 250    | опозиција (од августа 2013) | Млађан Динкић |

| Избори | Кандидат           | #  | 1. круг — гласови | %     | #                | 2. круг — гласови | %                | Резултат | Детаљи                                                   |
| ------ | ------------------ | -- | ----------------- | ----- | ---------------- | ----------------- | ---------------- | -------- | -------------------------------------------------------- |
| 2000   | Војислав Коштуница | 1. | 2.470.304         | 50,24 | без другог круга | без другог круга  | без другог круга | изабран  | кандидат коалиције ДОС; увод у петооктобарску револуцију |

| Избори | Кандидат          | #      | 1. круг — гласови | %      | #      | 2. круг — гласови | %      | Резултат     | Детаљи                         |
| ------ | ----------------- | ------ | ----------------- | ------ | ------ | ----------------- | ------ | ------------ | ------------------------------ |
| 2002   | Мирољуб Лабус     | 2.     | 995.200           | 27,96% | 2.     | 1.516.693         | 31,62% | [ в ]        |                                |
| 2003   | бојкот            | бојкот | бојкот            | бојкот | бојкот | бојкот            | бојкот | бојкот       | бојкот                         |
| 2004   | Драган Маршићанин | 4.     | 414.971           | 13,30% |        |                   |        | није изабран | кандидат владајуће коалиције   |
| 2008   | Борис Тадић       | 2.     | 1.457.030         | 35,39% | 1.     | 2.304.467         | 50,31% | изабран      | подршка кандидату из коалиције |
| 2012   | Зоран Станковић   | 5.     | 257.054           | 6,58%  |        |                   |        | није изабран | кандидат коалиције УРС         |

## Истакнути чланови
- Млађан Динкић — дугогодишњи председник Г17 плус и министар у више влада (финансија и привреде, економије и регионалног развоја...)
- Верица Калановић — заменица председника Г17 плус и министар у више влада (регионалног развоја и локалне самоуправе...)
- Томица Милосављевић — бивши потпредседник Г17 плус и бивши министар здравља у више влада
- Сузана Грубјешић — потпредседница Г17 плус, бивши потпредседница Владе Републике Србије задужена за европске интеграције
- Снежана Самарџић-Марковић — потпредседница Г17 плус и бивша министарка за омладину и спорт
- Влајко Сенић — члан председништва Г17 плус, бивши народни посланик Народној скупштини Републике Србије
- Небојша Брадић — бивши министар културе
- Јасна Матић — бивши министар за телекомуникације и информатичко друштво
- Радован Јелашић — бивши гувернер Народне банке Србије
- Никола Новаковић — бивши потпредседник Народне скупштине Републике Србије
- Предраг Марковић — почасни председник Г17 плус, бивши министар културе, телекомуникација и информатичког друштва
- Небојша Ћирић — бивши министар економије и регионалног развоја
- Зоран Станковић — бивши министар здравља
- Милољуб Албијанић — члан председништва Г17 плус, бивши директор Завода за уџбенике
- Јадранка Бељан-Балабан — члан председништва Г17 плус
- Мирослав Рајлић — потпредседник ГО Београд, бивши шеф одборничке групе у скупштини Београда
- Жељко Ивањи — бивши народни посланик Народној скупштини Републике Србије
- Томислав Дамјановић — потпредседник Извршног одбора Главног одбора Г17 плус
- Симо Вуковић — бивши посланик Народне скупштине Републике Србије, бивши потпредседник Градског одбора Г17 плус Београд, потпредседник ИО ГО Г17 плус
- Владимир Илић — директор странке, народни посланик
- Звонко Обрадовић — директор Агенције за привредне регистре
- Рајко Симин — члан председништва Г17 плус
- Снежана Стојановић-Плавшић — члан председништва Г17 плус
- Радан Илић — члан председништва Г17 плус
- Видоје Петровић — члан председништва Г17 плус
- Небојша Здравковић — члан председништва Г17 плус
- Славиша Златановић — члан председништва Г17 плус
- Борис Барјактаровић — бивши потпредседник Владе АП Војводине, члан председништва Г17 плус
- Надица Момиров — чланица председништва Г17 плус
- Стојанка Петковић — чланица председништва Г17 плус
- Миодраг Миљковић — члан председништва Г17 плус
- Милан Ђокић — бивши посланик Народне скупштине Републике Србије, председник Извршног одбора Главног одбора Г17 плус
- Мирослав Чучковић — председник Регионалног одбора Београд, члан Градског већа Града Београда
- Стева Павловић — председник ИО Регионалног одбора Београд, председник Скупштине ГО Звездара.

## Посланичка групаУРСу8. сазиву парламента(2008—2012)
Посланичка група Уједињени региони Србије формирана је 14. марта 2011. у Народној скупштини Републике Србије. Посланичку групу чине следећи народни посланици:
- Млађан Динкић, председник Посланичке групе
- Сузана Грубјешић, заменик председника
- Симо Вуковић
- Виорел Жура
- Славиша Златановић
- Жељко Ивањи
- Владимир Илић
- Бранислав Јовановић
- Бранислав Митровић
- Јован Нешовић
- Никола Новаковић, потпредседник Народне скупштине
- Мирослава Пејица
- Стојанка Петковић
- Гордана Рајков
- Миљан Ранђеловић
- Снежана Седлар
- Влајко Сенић
- Стевица Спаић
- Никола Стојшић
- Љубиша Судимац
- Јелена Травар-Миљевић
- Јована Фа Томић
- Шериф Хамзагић
- Јарослав Хребик

## Посланичка групаУРСу9. сазиву парламента(2012—2014)
Посланичка група Уједињени региони Србије у Народној скупштини Републике Србије чинили су посланици чланови Г17 плус и других странака — углавном чланова коалиције Уједињени региони Србије. Посланичку групу су чинили следећи народни посланици:
Из Г17 плус:
- Млађан Динкић, председник Посланичке групе
- Сузана Грубјешић, заменик председника
- Верица Калановић
- Владимир Илић
- Ненад Китановић
- Весна Ковач
- Бранислав Митровић
- Ана Новковић
- Снежана Стојановић-Плавшић
- Јелена Травар-Миљевић

Из Заједно за Шумадију:
- Никола Јовановић
- Саша Миленић
- Славица Савељић

Из Живим за Крајину:
- Иван Јоковић
- Рајко Стевановић

## Организација странке
Г17 плус је организована по територијалном принципу. Сви организациони облици странке у свом саставу, по правилу, имају 30% мање заступљеног пола. Организациони облици странке су месни, општински, градски и покрајински одбори.

### Месни одбор
Месни одбор је део општинског одбора и обухвата територију једне месне заједнице. Г17 плус има 834 месна одбора. Месни одбор бира председника месног одбора који даље координира радом месног одбора.

### Општински одбор
Општински одбор је основни организациони облик странке. Г17 плус има 165 општинских одбора, од 168 општина колико постоји у Србији. Сви чланови општинске организације бирају чланове општинског одбора на Изборној скупштини општинске организације и то 5% од броја чланова општинске организације. Списак општинских одбора Г17 плус

### Градски одбор
Градски одбор се формира за подручје града које у свом саставу има више општине. Г17 Плус има 24 градска одбора.

### Покрајински одбор
Покрајински одбор се формирају за подручја покрајине Републике Србије.

## Бивши чланови
- Мирољуб Лабус — оснивач и први председник странке (2002—2006), бивши потпредседник Владе Србије, напустио странку и повукао се из политике 2006. године.
- Чедомир Антић
- Ксенија Миливојевић
- Горан Пауновић
- Горан Крецловић